# Brinckiella aptera
Brinckiella aptera är en insektsart som beskrevs av Naskrecki och Bazelet 2009. Brinckiella aptera ingår i släktet Brinckiella och familjen vårtbitare. Inga underarter finns listade i Catalogue of Life.